# BadVista

Logo

BadVista est une campagne de Free Software Foundation pour s'opposer à l'adoption de Microsoft Windows Vista et promouvoir des logiciels libres. Elle naît de la campagne Defective by Design contre les technologies de gestion des droits numériques (digital rights management - DRM), et encourage les médias à s'intéresser aux logiciels libres.

## Histoire
La campagne a débuté le 15 décembre 2006 avec l'objectif de montrer la négativité de l'utilisation de Microsoft Windows Vista comme système d'exploitation pour les ordinateurs, en particulier en condamnant les systèmes de GDN, tout en mettant en évidence la convivialité offerte par les alternatives du logiciel libre. Ceux-ci ont par ailleurs reçu l'attention de plusieurs sites spécialisés,,,.
Des militants de BadVista ont rencontré des membres de Defective by Design lors du déjeuner (Launch Party) de Vista le 30 janvier 2007 à Times Square. Les militants ont tenu leurs panneaux expliquant que les restrictions de Vista vont finalement affecter les utilisateurs d'ordinateurs.